# 산민달팽이
산민달팽이(학명: Meghimatium fruhstorferi})는 일본과 대만에 자생하는 대형 괄태충의 일종이다.